# Ocymyrmex dekerus
Ocymyrmex dekerus är en myrart som beskrevs av Bolton och Marsh 1989. Ocymyrmex dekerus ingår i släktet Ocymyrmex och familjen myror. Inga underarter finns listade i Catalogue of Life.

## Bildgalleri

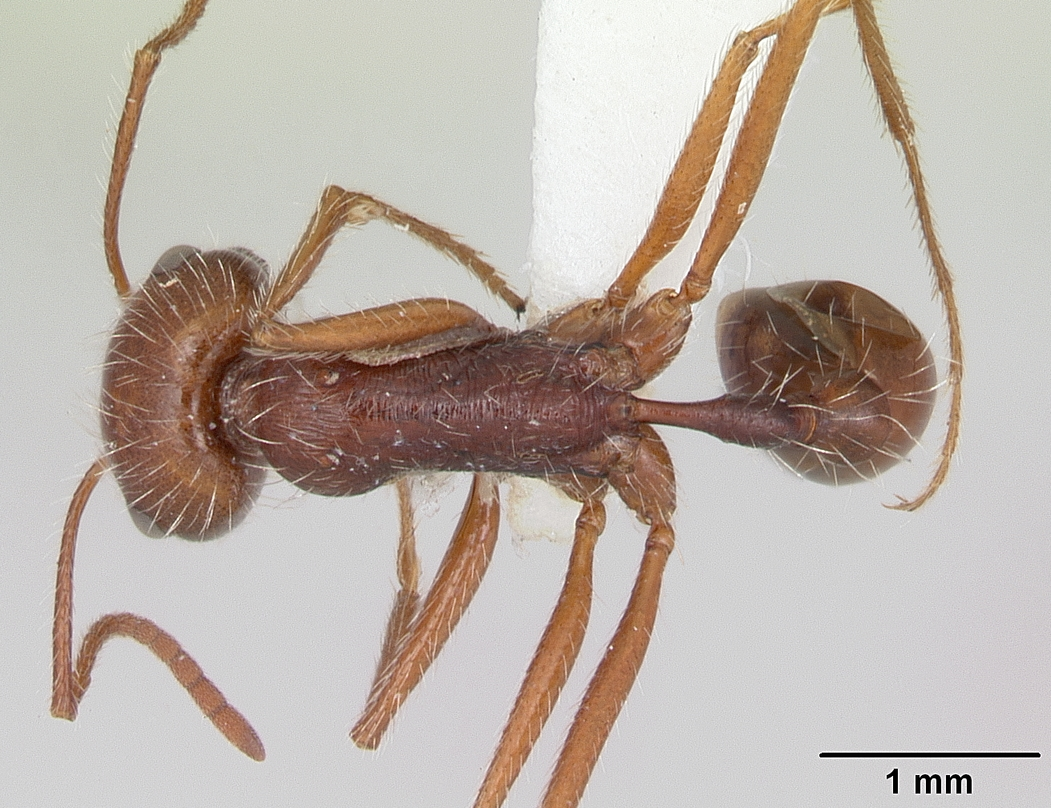
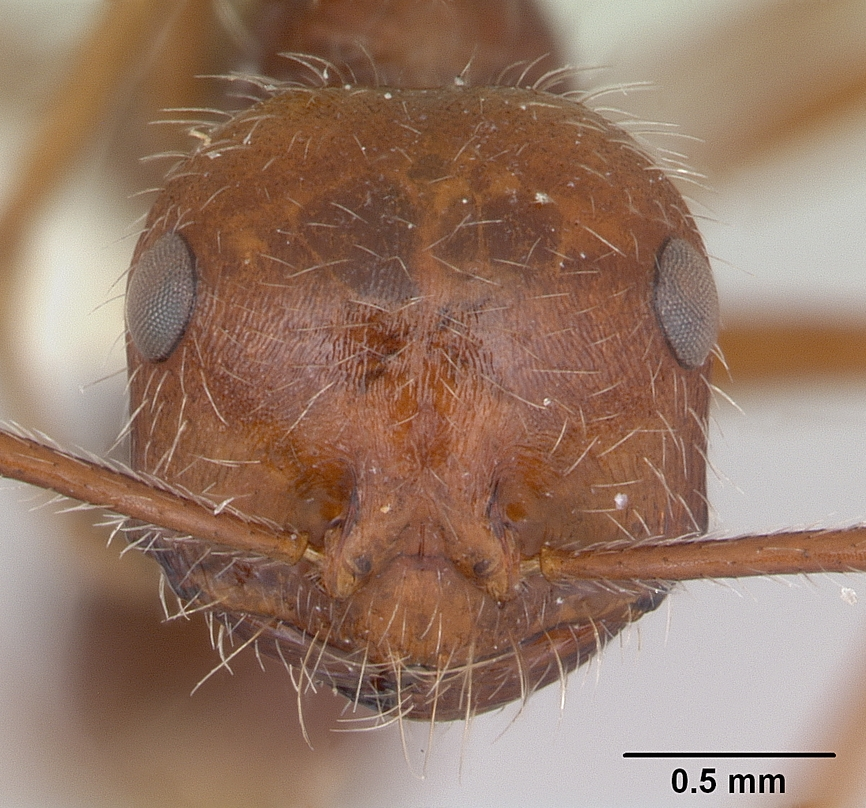
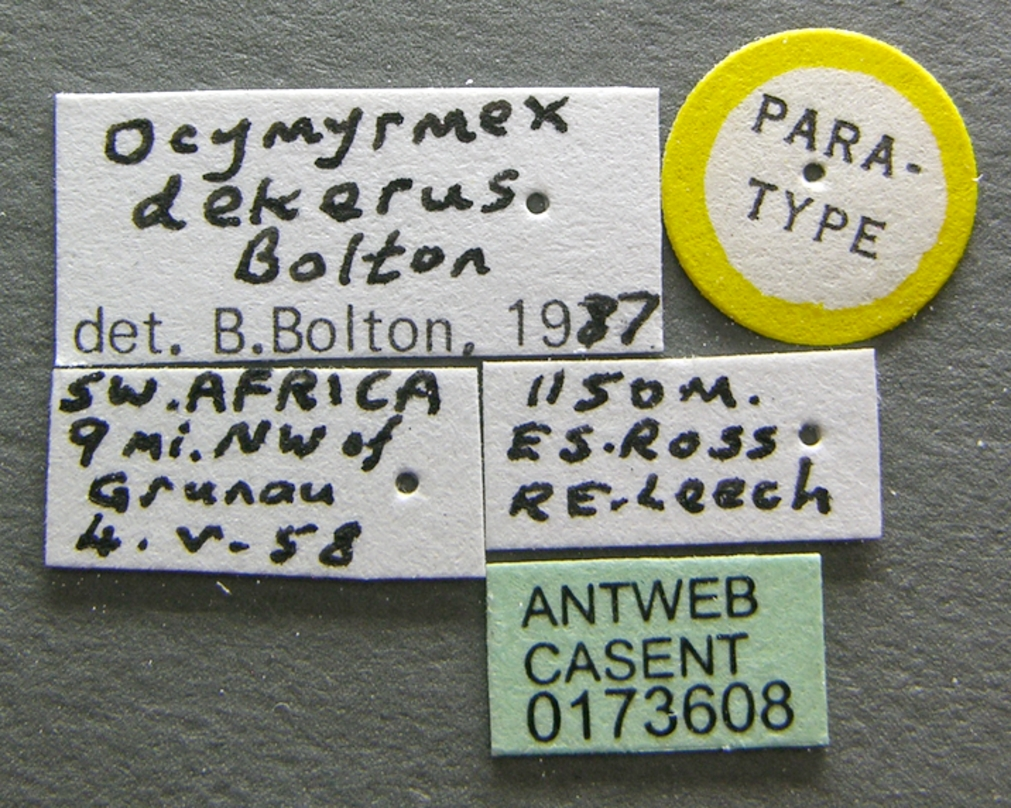
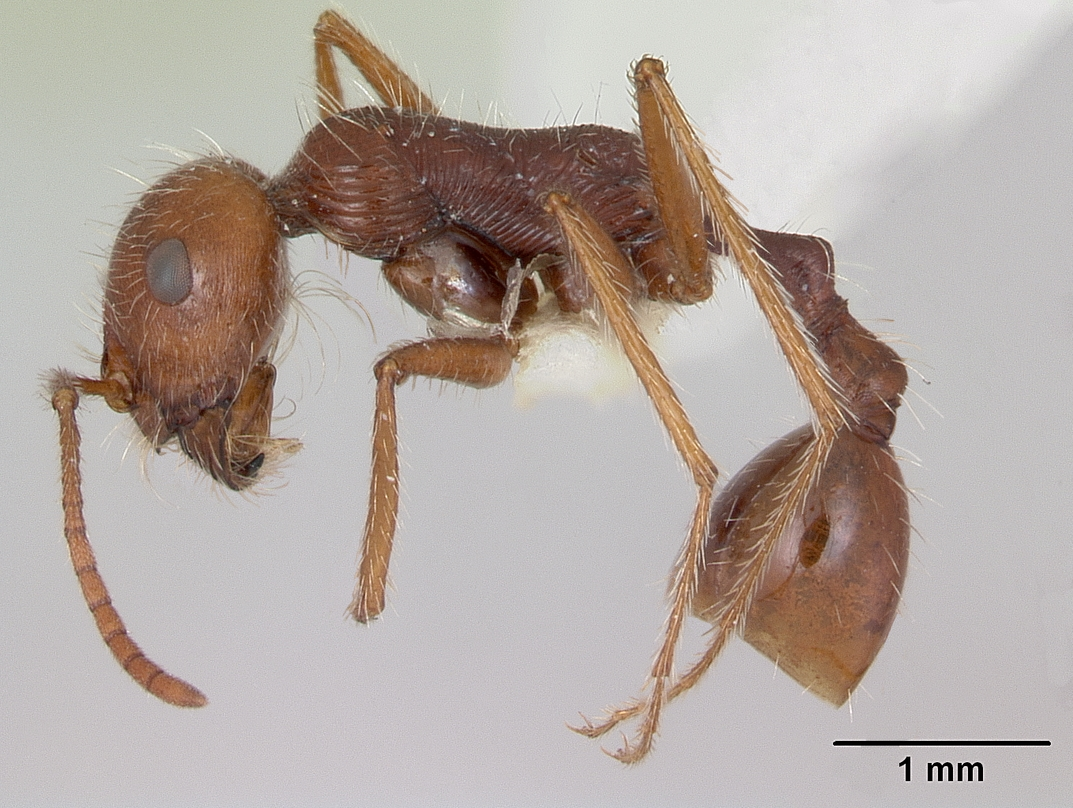
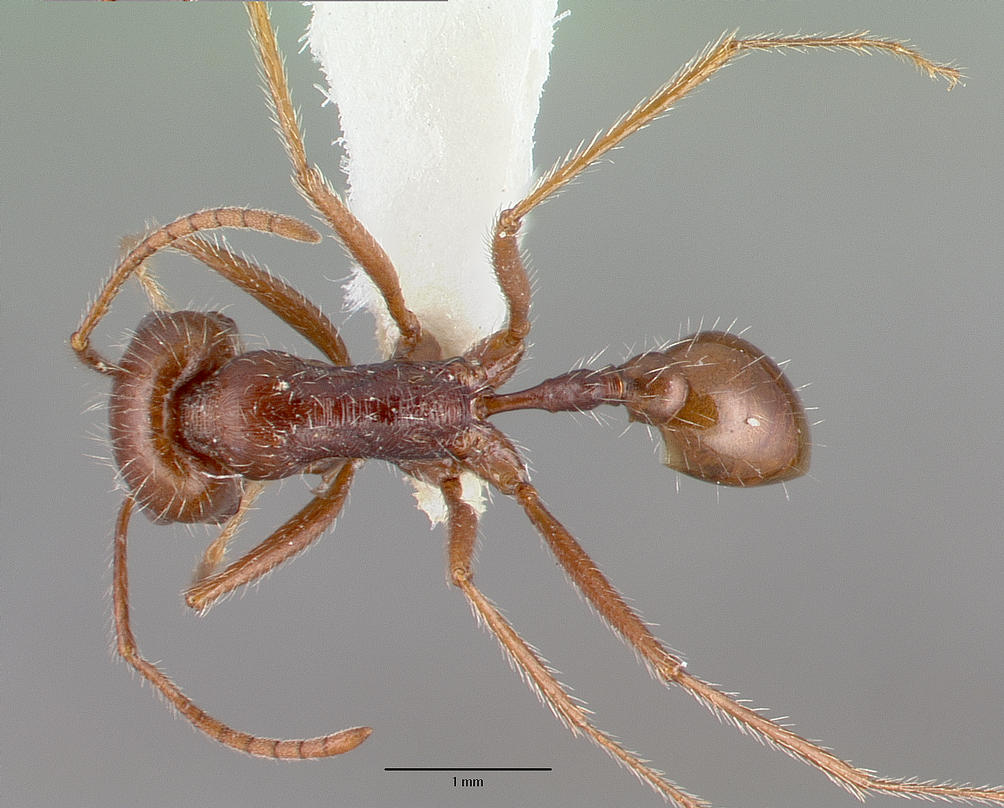
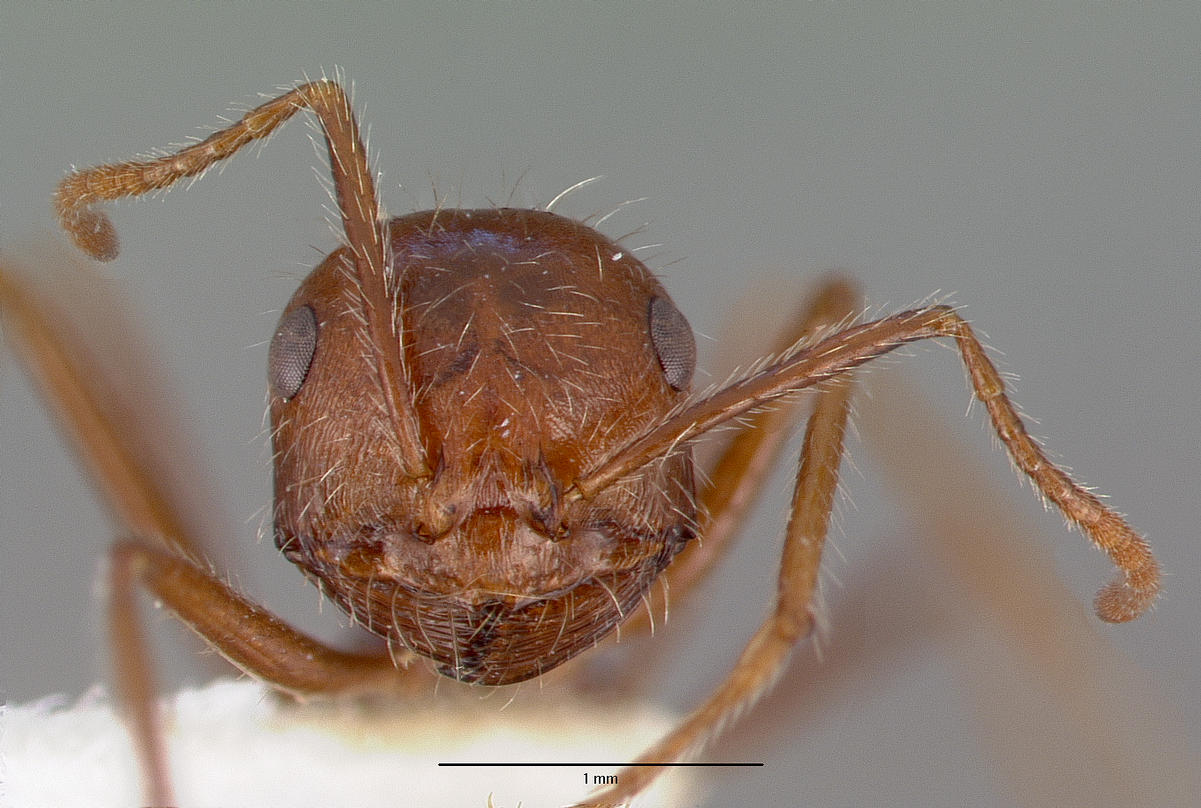